# Stand Up For Europe
Stand Up For Europe is een pan-Europese burgerbeweging die actie voert voor een democratischer en federaal Europa.

## Geschiedenis
Stand Up For Europe werd opgericht tijdens de 6de Europese Conventie voor Federalisten in Brussel op 3 december 2016, door de fusie van drie Europees-federalistische bewegingen: Stand up for the United States of Europe, the European Federalist Party en United States of Europe Now.

## Organisatie
Stand Up For Europe is een pan-Europese burgerbeweging die actie voert voor een democratischer en federaal Europa. Ze werd onder Belgisch recht opgericht als een non-profitorganisatie. Richard Laub, Georgios Kostakos, Olivier Boruchowitch en Pietro De Matteis zijn aangeduid als haar stichters. De organisatie bestaat uit de volgende organen: 
- de Algemene Vergadering
- de Raad van Bestuur
- de Groep van Adviseurs
- de Geschillencommissie
- de Auditeur
- de Ombudsman.

De Algemene Vergadering wordt minstens één keer per kalenderjaar bijeengeroepen tussen november en februari. Ze duidt de leden van de Raad van Bestuur aan met een gewone meerderheid voor een hernieuwbare periode van één jaar. De raad van bestuur duidt de volgende posities aan:
- Voorzitterschap: Alain Deneef
- Vicevoorzitter: Bálint Gyévai
- Secretaris-generaal: Luca Polidori
- Penningmeester: Faedran Bourhani
- Bestuurslid: Alba Requejo

De activiteiten van deze stedelijke burgerbeweging worden georganiseerd door ongeveer 20 stadsteams en 7 universiteitsteams (februari 2017). Ze publiceren regelmatig persberichten, een nieuwsbrief en het online magazine Europe Today. Ook is de beweging actief op sociale media zoals Facebook, Twitter, LinkedIn, YouTube en Instagram. Ook onderhoudt ze het Students For Europe Political Research Platform. Deze website is erop gericht onderzoek naar jeugd gerelateerde Europese onderwerpen te ondersteunen.